# Metoposauridae
I metoposauridi (Metoposauridae) sono un gruppo di anfibi estinti, appartenenti ai temnospondili. Vissero esclusivamente nel Triassico superiore (Carnico - Norico, circa 224 - 204 milioni di anni fa), e i loro resti fossili sono stati ritrovati in Europa, Africa e Nordamerica.

## Descrizione
Di grandi dimensioni, questi anfibi erano dotati di grossi crani appiattiti e larghi; assomigliavano molto ad altri anfibi temnospondili acquatici del Triassico, i capitosauroidi, ma se ne differenziavano per alcune caratteristiche craniche, in particolare la posizione degli occhi molto avanzata.
I metoposauri erano dotati di piccole zampe ai lati del corpo, di un corpo appiattito e largo e di una testa estremamente sviluppata. Come molti altri anfibi del Triassico, questi animali erano dotati di occhi rivolti verso l'alto. Le mascelle e le mandibole erano dotate di numerosi denti piccoli e aguzzi lungo il margine delle fauci, ed erano presenti anche vere e proprie zanne appuntite sul palato.
Alcune delle caratteristiche craniche più distintive riguardano l'osso lacrimale, separato dal margine orbitale da una sutura tra prefrontale e jugale molto larga, le narici esterne molto piccole e molto distanti fra loro e un sistema della linea laterale "a ciclo continuo" dietro l'orbita.
Le forme più grandi potevano superare i tre metri di lunghezza.

## Generi
- Anaschisma
- Apachesaurus
- Arganasaurus
- Dutuitosaurus
- Metoposaurus
- Panthasaurus